# Waldemar Hecker (Regisseur)
Waldemar Hecker (* 2. Oktober 1873 in Görlitz; † 20. September 1958 in Johannisberg, Rheingaukreis) war ein deutscher Bildhauer, Hochschullehrer, Kabarettist, Filmregisseur und Filmproduzent.

## Leben und Werk
Waldemar Hecker wurde als zweites Kind der Eheleute Ewald Hecker und Henriette Hecker, geb. Leonhardt, geboren. Der Vater, der in den Wintermonaten in Wiesbaden praktizierte, hatte im Jahre 1881 die ehemalige Wasserheilanstalt Bad Johannisberg (etwa eine Stunde von Wiesbaden entfernt am Südhang des Taunus gelegen) erworben. Er wandelte diese Anstalt in eine offene Kuranstalt für Nervenleidende um.
Dem Wunsch seines Vaters, ebenfalls Mediziner zu werden, folgte Waldemar Hecker nicht, denn er entschied sich für das Bildhauerstudium. Ab 1893 studierte er an den Akademien für bildende Künste in Düsseldorf und Karlsruhe. In Düsseldorf gehörte er zur Psychologischen Gesellschaft des Spiritisten Leon von Erhardt. In diesem Zusammenhang wurde er in einen Streit verwickelt, den der Gerichtsreferendar Hanns Heinz Ewers 1895 durch einen Auftritt als Medium ausgelöst hatte. Nachdem Hecker wegen Handgreiflichkeiten verurteilt worden war, floh er 1896 aus einer sechsmonatigen Festungshaft nach Paris. Er wurde Schüler und Ateliergehilfe bei Auguste Rodin. In dieser Zeit entstanden einige Plastiken; erhalten ist das Porträt einer Tänzerin der Pariser Oper.

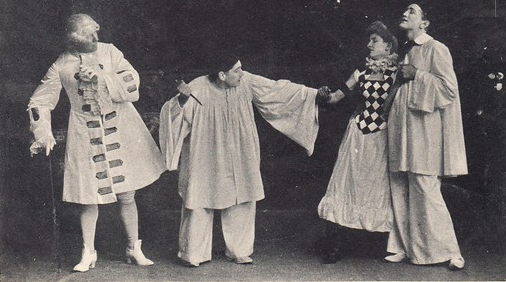
Szenenfoto aus dem Stück Die Blinde von Waldemar Hecker, Intimes Theater Baden-Baden, 1. Mai 1905, rechts Waldemar Hecker als Schauspieler

1900 heiratete er Grete Rössner, im gleichen Jahr wurde sein Sohn Hanns geboren (der 1931 die Tochter des Malers Lovis Corinth und der Malerin Charlotte Berend heiratete). 1902 kam der zweite Sohn Heinz zur Welt. In dieser Zeit lebte die Familie in München. Zusammen mit Wilhelm Hüsgen leitete er die Bildhauerschule Hecker-Hüsgen. Mit Wassily Kandinsky gehörte er 1903 zum Gründerkreis der Münchner Künstlervereinigung Phalanx. Durch die Freundschaft mit Wilhelm Hüsgen und Willy Rath kam er 1901 für zwei Jahre zu den Elf Scharfrichtern und wurde bei ihnen „Henkersknecht“.
Schließlich gelang ihm Anfang 1912 der Sprung in die noch weitgehend unentwickelte Filmbranche. Von der Berliner Produktionsfirma Continental-Kunstfilm GmbH erhielt er zu diesem Zeitpunkt einen Regievertrag; in dem ersten Titanic-Film der Kinogeschichte, der Continental-Produktion In Nacht und Eis vom Mai/Juni 1912, übernahm Hecker eine Filmrolle. Zum Jahresbeginn 1914 wechselte Hecker den Arbeitgeber und stellte für den Berliner Produzenten Karl Werner einige Filmabenteuer rund um den Detektiv Charlie Groß her, inszenierte aber auch die eine oder andere harmlose Lustspielposse. Im Januar 1919 gründete er gemeinsam mit dem Juristen Fritz Schneyer die Ziczac Film GmbH (1919–1924).
Kurz nach Kriegsende 1918, als die revolutionäre Grundstimmung große Freiheiten jenseits starrer Zensurbeschränkungen erlaubte, kehrte Hecker zur Kleinkunst zurück und beteiligte sich an dem (unter Max Reinhardts Intendanz agierenden) Berliner Kabarett Schall und Rauch. Schließlich kehrte Hecker dem Theater endgültig den Rücken zu und konzentrierte sich in seinen verbleibenden Lebensjahrzehnten auf die Bildhauertätigkeit. Nachdem er im Dritten Reich weiterhin in der Reichshauptstadt (Berlin W 30, Bayerischer Platz 4) ansässig gewesen war, ging Waldemar Hecker nach dem Krieg nach Westdeutschland zurück und ließ sich im Rheingau nieder.
Hecker war seit 1912 mit Irene Figdor verheiratet und hatte mit ihr vier Kinder. Am 20. September 1958 starb er in Johannisberg am Rhein. Eine seiner letzten Reliefarbeiten schmückt noch heute das Grab seiner Eltern in Wiesbaden und zeigt Heckers Kinder, die singend der untergehenden Sonne nachschauen.

## Filme (als Regisseur)
- 1912: Schlau-Mayer
- 1912: Der Mann in der Flasche
- 1912: In Nacht und Eis (nur Schauspieler)
- 1913: Fabrik-Marianne
- 1913: Vendetta
- 1914: Das Hochstapler-Trio
- 1914: Der Lumpenbaron
- 1914: Und der Mond lacht dazu
- 1914: Die Fledermäuse von Rondshill
- 1914: Wer ist Zwiebelbaum ?
- 1914: Der dritte Leutnant -- meine Frau
- 1915: Der Geisterseher
- 1915: Mieze Strempels Werdegang
- 1916: Das Geheimnis der Venus
- 1917: Die Marokkodeutschen in der Gewalt der Franzosen (Kurzdokumentarfilm)
- 1919: Die geheimnisvolle Kugel
- 1920: Ihr tollster Trick
- 1920: Das unheimliche Licht (nur Produzent)
- 1920: Das Traumboot (Produzent)
- 1920: Jungmädchenstreiche (Produzent)
- 1920: Die Schicksalsstunde (Produzent)
- 1920: Dossys Mondnachtstraum (Produzent)